# Batalla de Nieuwpoort
La batalla de Nieuwpoort  o  primera batalla de les Dunes  entre les forces de les Províncies Unides sota el comandament de Maurici de Nassau i l'exèrcit espanyol sota el comandament de l'arxiduc Albert d'Àustria va tenir lloc el 2 de juliol de 1600 prop de la ciutat belga de Nieuwpoort. És la primera batalla important guanyada pels holandesos en camp obert, després de les profundes reformes a les quals Maurici va sotmetre al seu exèrcit.

## Campanya
Malgrat l'oposició de Maurici, els Estats Generals van ordenar desembarcar l'exèrcit en territori controlat pels espanyols per destruir la ciutat de Dunkerque, principal base dels corsaris al servei de la corona espanyola.
El 22 de juny les tropes de Maurici prenen terra i en assabentar-se l'arxiduc Albert surt de Brussel·les a la trobada de l'exèrcit protestant amb tres terços, una unitat espanyola amotinada a Diest a la qual l'arxiduc demana ajuda, i diverses unitats valones, italianes i alemanyes. L'exèrcit espanyol va interceptar a les forces de Maurici obligant-les a presentar batalla.

## Desenvolupament tàctic
Després de marxar més de 45 km en un dia i una nit, l'avantguarda de l'exèrcit espanyol, formada pels amotinats, es topa amb dos mil infants de l'exèrcit neerlandès i uns esquadrons de cavalleria enviats a trobar, als quals vencen. Sense aturar-se arriben a les posicions de Maurici a la platja, apostat sobre unes dunes en què disposa al seu exèrcit.
L'arxiduc Albert, tot i que part de la infanteria encara estava en camí (amb el cansament de la marxa), i tenint el sol i el vent en contra que els llençava la sorra als ulls, decideix atacar. Llança tres assalts contra la línia de dunes dels espanyols, que només en l'últim intent té èxit, apoderant-se d'una de les dunes i fent dubtar a tot l'exèrcit protestant. La cavalleria holandesa carrega contra la cavalleria espanyola dispersant-la però veient-se detinguda per la infanteria espanyola. Després de reagrupar la infanteria llança un nou assalt a la següent duna i està a punt de prendre-la, llavors Maurici llança de nou els seus tres últims regiments de cavalleria que romanien en reserva contra la cavalleria espanyola, sorprèn de nou a la cavalleria espanyola i es llança contra la infanteria. La infanteria, esgotada després de la marxa, els quatre assalts realitzats a la sorra de la platja i davant del contraatac simultani de la infanteria holandesa i la cavalleria, s'enfonsa. L'arxiduc Albert intenta evitar la derrota però ell mateix és ferit al cap per un enemic.

## Resultat
Tot i que Maurici va vèncer a l'exèrcit espanyol, una proesa de la qual pocs podien vanagloriar-se al segle xvi, no va poder treure cap profit de la campanya, a part de la injecció de moral que va suposar per a les tropes i la població de les Províncies Unides, vèncer en camp obert als terços espanyols. Les línies de comunicació i aprovisionament de les forces de les Províncies Unides s'havien estirat al màxim i Maurici va haver de retirar-se en acabar el mes. Els flamencs als quals Maurici esperava portar a la revolta contra la corona espanyola van romandre lleials a aquesta. El port de Dunkerque, que era el principal objectiu va romandre en mans espanyoles. Els corsaris amb base en aquest port van continuar atacant les naus comercials i pesqueres holandeses, fins al declivi de la marina espanyola en el mar del Nord.